# Синец
Синец (Ballerus ballerus), също чил косат, е вид лъчеперка от семейство Шаранови (Cyprinidae).

## Разпространение
Видът е разпространен в Австрия, Беларус, Босна и Херцеговина, България, Германия, Грузия, Естония, Италия, Казахстан, Латвия, Литва, Молдова, Нидерландия, Полша, Република Македония, Румъния, Русия, Словакия, Словения, Сърбия, Украйна, Унгария, Финландия, Хърватия, Черна гора, Чехия и Швеция.